# Moraxel·làcies
Els Moraxellaceae són una família de Gammaproteobacteria, que inclou unes poques espècies patògenes. Altres són paràsits inofensius de mamífers i humans o es troben en l'aigua o el sòls. Les espècies són mesofíliques o psicrotròfiques (Psychrobacter).
Moraxella catarrhalis és un patogen humà i Moraxella bovis és la causa de "pinkeye" (queratoconjuctivites) dels bovins.